# Remse
Remse település Németországban, azon belül Szászország tartományban. Lakosainak száma 1612 fő (2023. december 31.).

## Népesség
A település népességének változása:
| Lakosok száma | 1652 | 1638 | 1625 | 1609 | 1612 |
|               | 2017 | 2019 | 2021 | 2022 | 2023 |